# 图赖讷

图赖讷與現代行政區的比較圖。

（法語發音：[tuʁɛn]）是法国历史上的一个行省（行省这一行政区划已于1789年被取消），首府为图尔。1790年在法国大革命进行的过程中建立了省这一新的行政单位，原图赖讷行省被分为3个省：安德尔-卢瓦尔省、卢瓦尔-谢尔省和安德尔省。

## 地理
图赖讷全境被卢瓦尔河及其主要支流（谢尔河、安德尔河和维埃纳河）所穿过。地理上，它构成法国北部著名盆地──巴黎盆地一部分。法国TGV把这里首府图尔与首都巴黎连接，使得图赖讷，成为巴黎人度假首选之一。
图赖讷是法国传统葡萄酒酿造区。

## 历史
“图赖讷”这一名字得自于此地最早的定居者图伦内斯人（罗马征服前高卢人的众多部落之一）的部落名称。在中世纪初期，此地是法国境内的主要公国之一（图赖讷公国）。1044年，图赖讷公国的统治权落入安茹伯爵家族手中。1154年安茹伯爵若弗鲁瓦五世之子亨利成为英格兰国王，图赖讷遂成为英格兰金雀花王朝在法兰西王国境内的巨大领土，因此也成为中世纪英法两国持续不断的战争的导火索之一。
1205年，法国国王腓力二世·奥古斯都利用英格兰国王无地王约翰的无能吞并了图赖讷。腓力二世使图赖讷成为一个王室公国，其公爵只能出自于卡佩王朝成员（后来瓦卢瓦王朝也延续了这一做法，如勃艮第公爵菲利普二世曾被授予图赖讷公爵称号）。
1429年百年战争时期，圣女贞德与王太子查理（未来的查理七世）在图赖讷境内的希农进行了历史性的会面（希农实际上是金雀花王朝为保卫图赖讷而修建的坚固城堡）。
在16世纪，图赖讷是历代法国国王乐意前往的休闲地之一。一些文艺复兴风格的、带有行宫色彩的城堡被建立起来。这些城堡如今都成为了旅游胜地。
1584年图赖讷的地位从公国变成了行省，这一变化无疑与法国君主专制制度的逐步建立有关。1790年大革命爆发后，图赖讷行省被分割为若干个省。

## 主要景观
图赖讷地区最出名的景观也许就是大革命前封建贵族和王室在这里修建的众多城堡和庄园。此地的著名城堡有一打之多，如安布瓦城堡、肖蒙城堡、希农城堡和布卢瓦城堡等。

## 本地出生的著名人士
- 勒内·笛卡尔
- 弗朗索瓦·拉伯雷
- 阿尔弗雷德·德·维尼
- 奥诺雷·德·巴尔扎克